# أستا بوين
```
أستا بوين
 كاتبة 
الأمريكي
 
الشباب البالغ
. اشتهرت بروايتها «
الذئب: منزل الرحلة
».
```

## السيرة الذاتية
ولدت أستا بوين في عائلة من أصل إيرلندي. نشأت في أورلاند بارك ، إلينوي في إلينوي. نشرت كتابها الأول «ذا هوكليبيير بوك» عام 1988. بعد تسع سنوات، تم نشر أشهر أعمالها «وولفز: ذا جورني هوم». من عام 1988 إلى عام 2001، نشرت عمودًا في سيتتلي بوست-انتليجنت. تدرس الآن التأليف في كاليسبيل ، مونتانا.

## أسطورة الذئب
يكتب أستا بوين أدبًا خياليًا للشباب يركز على أسطورة الذئب. في «ولفز: ذا جورني هوم»، هناك مشهد يسمح فيه جسم الذئب بالعثور على القاتل وقد قارنه أستاذ الأدب الأمريكي والدراسات الأمريكية أس كي روبيش بـ الصيد الجائر الحقيقي في يلوستون بارك، ضد ذكر واحد من مجموعة ذئاب دريوز، سميت من دريود بارك، أول مرة أعيد تقديمها في هذه الحديقة في عام 1996، حيث تم القبض على القاتل لأنه احتفظ بالرأس كتذكار.
في نفس الدراسة عن الذئب في الأدب الأمريكي، ينسب الفضل إلى أستا بوين في تصوير دور موقع العرين بشكل صحيح، لرفع القمامة الجديدة. لا يوجد عمليًا تجسيم في هذه الرواية، يصف المؤلف الذئاب الحقيقية، مع بعض الاستثناءات الملحوظة، التي تعتبر على حدود التجسيم، على سبيل المثال إعطاء أسماء الذئاب مثل مارث أو اولدتوث.
تؤكد المؤرخة البريطانية كارين جونز، المتخصصة في تاريخ الغرب الأمريكي والتاريخ البيئي والدراسات الحيوانية، على أهمية مثل هذه الأعمال في نقل القيم البيئية. تلاحظ أن أعمالًا مثل "أستا بوين" تحتوي على أوصاف لأبطال الكلاب الأذكياء الذين تصدوا لصور الوحشية الزائدة في حكايات الذئاب الأوروبية الأمريكية التقليدية. ".
تشير جونز أيضًا، بقوة أكبر من روبيش، إلى «السمات الإنسانية» للذئاب: في «ولفز: ذا جورني هوم»، ترى أن مارتا رمز «النسوية البيئية، شخصية أنثوية قوية» وباعتبارها «طوطم للإيجابية هوية النوع».
أخيرًا، قارنت الأسطورة بـ تيرنر أطروحة الحدود: "تضمن عرض بوين الخيالي لاستعادة الترمس كميات هائلة من الألم والصراع والموت. كان هذا حكمًا دامغًا على انتصار تيرنريان. هنا تظهر قصة الذئب أن الغرب لم ينتصر بل خسر. في عمل بوين، ظهر الذئب كمؤشر قوي على الذنب الحدودي، وهو تعبير أثبت أيضًا أنه شائع في التعليق على برنامج إعادة تقديم الذئب في يلوستون في منتصف التسعينيات.

## استقبال العمل
روايتها الأولى «وولف: رحلة العودة»، لاقت استحسانًا وتم ترشيحها لجائزة أفضل عشرة مراهقين لعام 2006 من قبل جمعية المكتبات الأمريكية.

## المناصب
يصور بوين دور التلفزيون على أنه أساسي في مجتمعنا، ويعتبره ضارًا لتدريس الأدب الفعال.

## قائمة المراجع
- كتاب التوت (1988).
- «وولفز: ذا جورني هوم» (1997)

## روابط خارجية
- الموقع الرسمي